# Roberto de Souza Rezende
Roberto de Souza Rezende (Goiânia, 18 de gener de 1985) és un futbolista brasiler, que ocupa la posició de migcampista.
Comença a destacar al Guaraní del seu país natal. El 2005 és fitxat pel Celta de Vigo, amb qui juga vuit partits de primera divisió. No té continuïtat i ha estat cedit a la UD Salamanca, Racing de Ferrol i Leixoes portuguès.